# Nonteizm
Nonteizm, nieteizm, religia nieteistyczna – doktryna religijna, która nie afirmuje ani nie neguje istnienia boga. Za religie nonteistyczne najczęściej uważa się: buddyzm i dźinizm, a także taoizm i konfucjanizm. W buddyzmie i dżinizmie istnieje doktryna oświecenia; porównania buddyjskiej i dżinijskiej doktryny nirwany z bogiem biorą się głównie z podobieństwa do hinduistycznej doktryny mokszy, która jest zdecydowanie teistyczna. Z kolei w taoizmie i konfucjanizmie istnieje pojęcie dao, które oznacza siłę rządzącą światem.
Religie i filozofie nonteistyczne charakteryzują się przede wszystkim skupianiem dużej uwagi na właściwym życiu moralnym.
Nonteizm jest podobny do agnostycyzmu, ponieważ obie doktryny polegają głównie na tym, że się ani nie potwierdza, ani nie zaprzecza istnienia jakichkolwiek bóstw. Różnicą jest przede wszystkim to, że o ile agnostycyzm nieodzownie łączy się z wiarą w kompletną niemożliwość poznania poprawnej odpowiedzi na pytanie, czy Bóg lub bogowie istnieją, to nonteista może już być zdania, że da się poznać w tej kwestii prawdę.